# Philippe Ariès
Philippe Ariès (Blois 21 de julio de 1914 - París 8 de febrero de 1984) fue un historiador francés.

## Biografía
Ariès creció en una familia católica y monárquica. Estudió con los jesuitas de San Luis Gonzaga, y después en el Lycée Janson de Sailly, militando algún tiempo en Lycéens et collégiens de l'Action Françhese Belén (una organización juvenil de extrema derecha). Destacó por sus colaboraciones en L'étudiant français, revista de esa organización, en la que participaron también Claude Roy, Raoul Girardet, Robert Brasillach, Pierre Gaxotte y Pierre Boutang. Sin renegar de su amistad por sus compañeros de pluma, se alejó progresivamente de esa ideología, que juzgó como «nacionalista autoritaria», mientras que él mismo se definió como «tradicionalista» y sensible al «modelo anárquico y monárquico del siglo XVI» (Un historien du dimanche). Publicó por entonces varios artículos en periódicos dirigidos por Pierre Boutang : Paroles Françaises y La Nation française.
Después de dos fracasos sucesivos en el oral del concursado de historia, se incorporó al Institut des fruits et agrumes coloniaux (Instituto de frutos y cítricos coloniales) en 1943 como jefe del servicio de documentación (puesto que abandonó en 1979). Se distinguió en el campo de la documentación por su sentido de la innovación técnica, sobre todo por el uso pionero en Francia del microfilm (1956) y de la informática (1965). Durante este periodo, fue también director de colección en éditions Plon. En 1977, se integró en el EHESS (la prestigiosa Escuela de Altos Estudios en Ciencias Sociales) como director de estudios, obteniendo así el reconocimiento de su condición de historiador por sus pares.
Ariès intercedió para que la tesis de doctorado de Michel Foucault, Histoire de la folie à l'âge classique (Historia de la locura en la época clásica), fuera publicada por la editorial Plon. Foucault redactó la necrológica de Ariès algunos meses antes de su propia muerte.

## Obras
Philippe Ariès, historiador atípico («de domingo» como el mismo se calificaba), se apasionó primero por la demografía histórica, disciplina en el seno de la cual pudo aprovechar sus métodos innovadores de tratamiento, antes de consagrarse a la historia de las mentalidades, donde llegó a ser una de sus figuras emblemáticas. Contribuyó igualmente, de manera innegable, a consagrar el uso de la iconografía en la historia.

## Crítica aEl niño y la vida familiar en el Antiguo Régimen
Ha habido una crítica generalizada de los métodos que Ariès utilizó para extraer sus conclusiones sobre el papel de la infancia en la Europa moderna temprana. Uno de sus críticos más destacados fue el historiador Geoffrey Elton. La principal crítica de Elton a Ariès está parafraseada en el libro de Richard J. Evans sobre la historiografía, En defensa de la historia: «… en la vida cotidiana los niños se vestían de manera diferente a los adultos, se ponían ropa adulta para pintar sus retratos».
Es decir, que Ariès tomó los primeros retratos modernos como una representación exacta de la apariencia de las primeras familias modernas, mientras que estos fueron usados para mejorar el estatus y no eran representaciones de la vida cotidiana. La afirmación de que el mundo medieval ignoraba la infancia ha sufrido un considerable ataque de otros escritores.
Otras críticas de Ariès se encuentran en un artículo de 1992 de Harry Hendrick para el Journal of the Economic History Society. En el artículo titulado «Los niños y la niñez», Hendrick enumera cuatro críticas a la obra de Ariès:
«Primero, que sus datos no son representativos o no son confiables. En segundo lugar, que toma evidencia fuera de contexto, confunde la prescripción con la práctica, y utiliza ejemplos atípicos. En tercer lugar, que él niega implícitamente la inmutabilidad de las necesidades especiales de los niños, para la comida, la ropa, el refugio, el afecto y la conversación. En cuarto lugar, pone énfasis indebido en el trabajo de los moralistas y los educadores, al mismo tiempo que dice poco de factores económicos y políticos».

### El hombre ante la muerte
Artículo principal: El hombre ante la muerte.
Aries estudió la cultura funeraria en el occidente europeo posterior a la caída de Roma, viéndolo como un pilar de la construcción de la sociedad. El historiador muestra cómo la muerte se ha vuelto un tabú más allá del lugar común entre la Edad Media y la época moderna. Se distingue, en El hombre ante de la muerte, dos tipos de relación del hombre con la muerte: la muerte domesticada y la muerte salvaje.